# Encyclopaedia of Islam
La  Enciclopedia del Islam  (Encyclopaedia of Islam) es la enciclopedia estándar de estudios islámicos considerada de referencia en la lengua inglesa.
Es una enciclopedia acerca del mundo islámico, no una enciclopedia musulmana ni islámica. La mayoría de los artículos tratan sobre temas del período premoderno, pero algunas entradas son contemporáneas.
La obra tardó cuarenta años en ser terminada. Cada artículo está escrito por un reputado especialista del tema.
Abarca artículos sobre destacados musulmanes de cualquier edad y país, sobre tribus y dinastías, sobre oficios y ciencias, instituciones políticas y religiosas, de geografía, etnografía, flora y fauna de diversos países y sobre la historia, lugares y monumentos de las principales poblaciones y ciudades. En su visión geográfica e histórica abarca el antiguo imperio islámico-arábigo, y los países islámicos de Irán, Asia central, el subcontinente indio, Indonesia, el Imperio otomano y los otros países islámicos.
El editor principal es Martijn Theodoor Houtsma (M. Th. Houtsma).
La primera edición fue publicada, entre 1913 y 1938, en inglés, alemán y francés por la editorial neerlandesa Brill en cuatro volúmenes más un suplemento. Al casi haber sido escrita solo por europeos, refleja el punto de vista occidental sobre el mundo islámico.
Una edición resumida se editó en 1953 (SEI). Se tradujo parcialmente al árabe, al turco y al urdu.
La segunda edición comenzó a prepararse en 1954 y se terminó en 2005 y está disponible en inglés y francés. Incorpora artículos de estudiosos musulmanes.
Desde 1999 se puede consultar su versión electrónica.

## Primera edición,EI1
- M. Th. Houtsma et al., eds.,  The Encyclopædia of Islam: A Dictionary of the Geography, ethnography and Biography of the Muhammadan Peoples,  4 tomos y suplementos Leiden: EJ Brill y Londres: Luzac, 1913-38.
  - Vol. 1.  A-D , M. Th. Houtsma, T. W. Arnold, R. Basset eds., 1913.
  - Vol. 2.  E-K , M. Th. Houtsma, A. J. Wensinck, T. W. Arnold eds., 1927.
  - Vol. 3.  L-R , M. Th. Houtsma, A. J. Wensinck, Evariste Lévi-Provençal eds., 1934.
  - Vol.4.  S-Z , M. Th. Houtsma, A. J. Wensinck, H. A. R. Gibb, eds., 1936.
    - Suplemento 1. Con-Djughrafiya, 1934.
    - Suplemento 2. Djughrafiya-Kassala, 1936.
    - Suplemento 3. Kassala-Musha'sha ', 1937.
    - Suplemento 4. Musha'sha'-Taghlib, 1937.
    - Suplemento 5. Taghlib-Ziryab, 1938.
- M. Th. Houtsma, R. Basset et T. W. Arnold, eds., Encyclopédie del Islam: Dictionnaire géographique, ethnographique et biographique des Peuples musulmanes. Publié avec le concours diciembre prin orientalistes,  4 tomos con suplementos, Leyde: Brill et Paris: Picard, 1913-1938. (en francés)
- M. Th. Houtsma, R. Basset und T. W. Arnold, herausgegeben von,  Enzyklopaedie diciembre Islam: geographisches, ethnographisches und biographisches Wörterbuch der muhammedanischen Völker,  5 tomos, Leiden: Brill und Leipzig: O. Harrassowitz, 1913-1938. (en alemán)
- M. Th. Houtsma et al., Eds.,  E. J. Brill's first Encyclopaedia of Islam, 1913-1936 Leiden: E. J. Brill, 8 tomos con suplemento (vol. 9), 1993. ISBN 90-04-09796-1

## Versión resumidaSEI
- H. A. R. Gibb and J. H. Kramers eds. en nombre de la Royal Netherlands Academy,  Shorter Encyclopaedia of Islam , Leiden: Brill, 1953. ISBN 90-04-00681-8
- M. Th. Houtsma et al. eds.,  Islam ansiklopedisi: Islam Alem coğrafya, etnografya viene biyografya lûgati,  13 in 15 vol., İstanbul: Maarif Matbaası, 1940-1988.  (en turco)

* يصدرها باللغة العربية أحمد الشنتناوي, إبراهيم زكي خورشيد, عبد الحميد يونس, دائرة المعارف الإسلامية: اصدر بالألمانية والإنجليزية والفرنسية واعتمد في الترجمة العربية على الأصلين الإنجليزي والفرنسي, الطبعة 2, القاهرة: دار الشعب, -1969  (Arabic)
* محمود الحسن عارف, مختصر اردو دائرۀ معارف اسلامیه, لاهور: دانشگاه پنجاب, 25 ج. ها 0.1959-1.993 (Urdu)

## Segunda edición,EI2
- Editada por P.J. BEARMAN, Th. Bianquis, C.E. Bosworth, E. fueron Donzel y W.P. Heinrichs et al.,  Encyclopædia of Islam,  2a. ed., 12 vol. con índices, Leiden: E. J. Brill, 1960-2005.
  - Vol. 1,  AB , editada por un comité editorial con HAR Gibb, J.H. Kramers, Evariste Lévi-Provenzal, J. Schacht, Asistido por S.M. Stern (pp. 1-320) - B. Lewis, Ch. Pella y J. Schacht, colaboración de C. Dumont y R. M. Savory (pp. 321-1359), 1960. ISBN 90-04-08114-3.
  - Vol. 2,  C-G , editada por B. Lewis, Ch. Pella and J. Schacht. Colaboración de J. Burton-Page, C. Dumont y V. L. Ménage, 1965. ISBN 90-04-07026-5
  - Vol. 3,  H-Iram  Ed. B. Lewis, V. L. Ménage, Ch. Pella y J. Schacht, colaboración de C. Dumont, E. fueron Donzel and G.R. Hawting eds., 1979. ISBN 90-04-08118-6.
  - Vol. 4,  Irán-Kha , editada por E. fueron Donzel, B. Lewis and Ch. Pella, colaboración de C. Dumont, G. R. Hawting y M. Paterson (pp. 1-256) - C.E. Bosworth, E. fueron Donzel, B. Lewis y Ch. Pella, colaboración de C. Dumont y M. Paterson (pp. 257-768) - colaboración de F. Th. Dijkema, M., 1978. ISBN 90-04-05745-5.
  - Vol. 5,  Khe-Mahi , editada por C.E. Bosworth, E. fueron Donzel, B. Lewis y Ch. Pella, colaboración de F. Th. Dijkema y S. Nurit, 1986. ISBN 90-04-07819-3.
  - Vol. 6,  Mahk-Mid , editada por C. E. Bosworth, E. fueron Donzel y Ch. Pella, Colaboración de F. Th. Dijkema y S. Nurit. Con B. Lewis (pp. 1-512) y W. P. Heinrichs (pp. 513-1044), 1991. ISBN 90-04-08112-7.
  - Vol. 7,  MIF-Naz , editada por C. E. Bosworth, E. fueron Donzel, W.P. Heinrichs y Ch. Pella, colaboración de F. Th. Dijkema (pp. 1-384), P. J. BEARMAN (pp. 385-1058) y Mme S. Nurit, 1993. ISBN 90-04-09419-9.
  - Vol. 8,  Ned-Sam , editada por C.E. Bosworth, E. fueron Donzel, W.P. Heinrichs y G. Lecomte, colaboración de P. J. BEARMAN y Mme S. Nurit., 1995. ISBN 90-04-09834-8
  - Vol. 9,  San-Sze , editada por C. E. Bosworth, E. fueron Donzel, W. P. Heinrichs y G. Lecomte, 1997. ISBN 90-04-10422-4
  - Vol. 10,  Tā'-U [..], editada por P. J. BEARMAN, Th. Bianquis, C. E. Bosworth, E. fueron Donzel y W. P. Heinrichs, 2000. ISBN 90-04-11211-1
  - Vol. 11,  V-Z , editada por P. J. BEARMAN, Th. Bianquis, C. E. Bosworth, E. fueron Donzel y W.P. Heinrichs, 2002. ISBN 90-04-12756-9
  - Vol. 12, suplemento, editada por P. J. BEARMAN, Th. Bianquis, C. E. Bosworth, E. fueron Donzel y W.P. Heinrichs, 2004. ISBN 90-04-13974-5
  - Glosario e índice de términos tomo 1-9, 1999. ISBN 90-04-11635-4
  - Índice de próximos nombres v. 1-10, 2002. ISBN 90-04-12107-2
  - Índice de temas, fasc. 1, compilado por P. J. BEARMAN, 2005. ISBN 90-04-14361-0
  - Glosario e índice de términos v. 1-12, 2006. ISBN 90-04-15610-0
  - An Historical Atlas of Islam, William C. Brice ed., 1981. ISBN 90-04-06116-9

- E. fueron Donzel,  Islamic desk reference: compiled from The Encyclopaedia of Islam,  Leiden: E. J. Brill, 1994. ISBN 90-04-09738-4 (una selección resumida)